# Streltcha (obchtina)
Streltcha (bulgare : Стрелча) est une obchtina de l'oblast de Pazardjik en Bulgarie.